# I bitwa pod Nanawą
I bitwa pod Nanawą miała miejsce w dniach 20-26 stycznia 1933 r. w trakcie wojny o Gran Chaco. Bitwa zyskała sobie miano ,,Verdun Południowej Ameryki,, i była jedną z decydujących batalii wojny o Gran Chaco.
W styczniu 1933 r. armia boliwijska dowodzona przez niemieckiego generała (uczestnika I wojny światowej) Hansa Kundta starała się bezskutecznie zdobyć silną paragwajską twierdzę Nanawa, położoną 100 kilometrów na południowy wschód od miasta Boqueron. Gen. Kundt zaplanował atak na twierdzę z trzech stron. Najsilniejszy szturm miał mieć miejsce od południa. Piechotę wspierało 10 boliwijskich samolotów.
Decydujący atak Boliwijczyków przeprowadzony z rozkazu Kundta zakończył się klęską. Straty boliwijskie wyniosły jedną trzecią całości sił biorących udział w szturmie. Straty Paragwajczyków były niewielkie.
Historyk amerykański David Hook uważa, że głównymi przyczynami klęski Boliwijczyków był brak koordynacji między poszczególnymi grupami operacyjnymi oraz niewystarczające rozeznanie sił i umocnień przeciwnika przed szturmem, i w konsekwencji niedoszacowanie wielkości jego oddziałów.